# Jason Chimera
Jason Chimera (* 2. května 1979 Edmonton, Alberta) je bývalý profesionální kanadský hokejista. Naposledy hrál za tým Anaheim Ducks v severoamerické lize NHL.

## Hráčská kariéra
Svoji juniorskou kariéru Chimera strávil ve Western Hockey League (WHL), kde oblékal dresy Madicine Hat a Brandonu. Jednu dobu hrál i v American Hockey League (AHL), kde hrál za tým Hamiltonu. V roce 1997 byl draftován v draftu nováčků týmem Edmonton Oilers. Byl pátou volbou týmu a byl vybrán v celkovém pořadí jako 121. V dresu Edmontonu si k NHL přičichl poprvé v sezóně 2000–2001, ale odehrál jediné utkání. V následující se objevil v pouhých třech zápasech, ale povedlo se mu vstřelit svůj první gól v kariéře. Tyto dvě sezóny většinou trávil na farmě v Hamiltonu. V sezóně 2002–2003 nastoupil v 66 zápasech, vstřelil 14 gólů, na 9 jich přihrál a získal 23 body. Byl to jeho první kompletní ročník v NHL. Navíc si ve stejné sezóně dvakrát zahrál v playoff. V sezóně 2003–2004 si zahrál v 60 zápasech, vsítil 4 branky, na 8 gólů nahrál a připsal si 12 bodů. Po sezóně byl vyměněn do klubu Phoenix Coyotes. „Kojotům“ spadl do rukou téměř zadarmo, obětovali za něj jen právo na výběr v draftu.
Sezóna NHL 2004–2005 byla zrušena kvůli sporům o výši platu hráčů, proto následující sezónu strávil v Evropě v dresu italského týmu HC Varese. Za Coyotes Chimera neodehrál ani jeden soutěžní zápas. Před začátkem sezóny 2005–2006 byl vyměněn do Columbusu Blue Jackets, kde hrál pět sezón. V týmu nosil dres s číslo 25.
26. července 2006 prodloužil smlouvu o dva roky s Columbusem a vyhnul se tak arbitráži.
Sezónu 2009/10 začal v Columbusu kde odehrál 39 zápasů poté byl 28. prosince 2009 byl vyměněn do týmu Washington Capitals za Chrise Clarka a Milana Jurčiny. Ve Washingtonu dohrál sezónu s 39 odehranými zápasy ve kterých získal stejně bodů po přestupu z Columbusu. V posledním zápase v sezóně odehrál svůj 500. zápas v NHL. Během výluky NHL oblékal dres Pirátů Chomutov.

## Klubové statistiky
| Sezona                 | Klub                  | Soutěž     | Základní část | Základní část | Základní část | Základní část | Základní část | Play off | Play off | Play off | Play off | Play off |
| Sezona                 | Klub                  | Soutěž     | Z             | G             | A             | B             | TM            | Z        | G        | A        | B        | TM       |
| ---------------------- | --------------------- | ---------- | ------------- | ------------- | ------------- | ------------- | ------------- | -------- | -------- | -------- | -------- | -------- |
| 1996/1997              | Medicine Hat Tigers   | WHL        | 71            | 16            | 23            | 39            | 64            | 4        | 0        | 1        | 1        | 4        |
| 1997/1998              | Medicine Hat Tigers   | WHL        | 72            | 34            | 32            | 66            | 93            | —        | —        | —        | —        | —        |
| 1997/1998              | Hamilton Bulldogs     | AHL        | 4             | 0             | 0             | 0             | 8             | —        | —        | —        | —        | —        |
| 1998/1999              | Medicine Hat Tigers   | WHL        | 37            | 18            | 22            | 40            | 84            | —        | —        | —        | —        | —        |
| 1998/1999              | Brandon Wheat Kings   | WHL        | 21            | 14            | 12            | 26            | 32            | 5        | 4        | 1        | 5        | 8        |
| 1999/2000              | Hamilton Bulldogs     | AHL        | 78            | 15            | 13            | 28            | 77            | 10       | 0        | 2        | 2        | 12       |
| 2000/2001              | Hamilton Bulldogs     | AHL        | 78            | 29            | 25            | 54            | 93            | —        | —        | —        | —        | —        |
| 2000/2001              | Edmonton Oilers       | NHL        | 1             | 0             | 0             | 0             | 0             | —        | —        | —        | —        | —        |
| 2001/2002              | Edmonton Oilers       | NHL        | 3             | 1             | 0             | 1             | 0             | —        | —        | —        | —        | —        |
| 2001/2002              | Hamilton Bulldogs     | AHL        | 78            | 29            | 25            | 54            | 93            | 15       | 4        | 6        | 10       | 10       |
| 2002/2003              | Edmonton Oilers       | NHL        | 66            | 14            | 9             | 23            | 36            | 2        | 0        | 2        | 2        | 0        |
| 2003/2004              | Edmonton Oilers       | NHL        | 60            | 4             | 8             | 12            | 57            | —        | —        | —        | —        | —        |
| 2004/2005              | HC Varese             | Itálie     | 15            | 7             | 3             | 10            | 34            | 5        | 2        | 1        | 3        | 31       |
| 2005/2006              | Columbus Blue Jackets | NHL        | 80            | 17            | 13            | 30            | 95            | —        | —        | —        | —        | —        |
| 2006/2007              | Columbus Blue Jackets | NHL        | 82            | 15            | 21            | 36            | 91            | —        | —        | —        | —        | —        |
| 2007/2008              | Columbus Blue Jackets | NHL        | 81            | 14            | 17            | 31            | 98            | —        | —        | —        | —        | —        |
| 2008/2009              | Columbus Blue Jackets | NHL        | 49            | 8             | 14            | 22            | 41            | 4        | 0        | 1        | 1        | 2        |
| 2009/2010              | Columbus Blue Jackets | NHL        | 39            | 8             | 9             | 17            | 47            | —        | —        | —        | —        | —        |
| 2009/2010              | Washington Capitals   | NHL        | 39            | 7             | 10            | 17            | 51            | 7        | 1        | 2        | 3        | 2        |
| 2010/2011              | Washington Capitals   | NHL        | 81            | 10            | 16            | 26            | 64            | 9        | 2        | 2        | 4        | 2        |
| 2011/2012              | Washington Capitals   | NHL        | 82            | 20            | 19            | 39            | 78            | —        | —        | —        | —        | —        |
| 2012/2013              | Piráti Chomutov       | ELH        | 5             | 1             | 0             | 1             | 10            | —        | —        | —        | —        | —        |
| 2012/2013              | Washington Capitals   | NHL        | 47            | 3             | 11            | 14            | 48            | —        | —        | —        | —        | —        |
| 2013/2014              | Washington Capitals   | NHL        | 82            | 15            | 27            | 42            | 36            | —        | —        | —        | —        | —        |
| 2014/2015              | Washington Capitals   | NHL        | 77            | 7             | 12            | 19            | 51            | —        | —        | —        | —        | —        |
| 2015/2016              | Washington Capitals   | NHL        | 82            | 20            | 20            | 40            | 22            | —        | —        | —        | —        | —        |
| 2016/2017              | New York Islanders    | NHL        | 82            | 20            | 13            | 33            | 40            | —        | —        | —        | —        | —        |
| 2017/2018              | New York Islanders    | NHL        | 58            | 2             | 9             | 11            | 35            | —        | —        | —        | —        | —        |
| 2017/2018              | Anaheim Ducks         | NHL        | 16            | 1             | 1             | 2             | 2             | 2        | 0        | 0        | 0        | 0        |
| NHL celkem             | NHL celkem            | NHL celkem | 1107          | 186           | 229           | 415           | 892           | 71       | 12       | 17       | 29       | 32       |
| Konec hokejové kariéry |                       |            |               |               |               |               |               |          |          |          |          |          |

### Reprezentační statistiky
| 1999            | Kanada          | MSJ             | 7  | 2 | 2 | 4  | 2  |
| 2007            | Kanada          | MS              | 9  | 1 | 5 | 6  | 8  |
| 2008            | Kanada          | MS              | 9  | 0 | 2 | 2  | 6  |
| 2014            | Kanada          | MS              | 8  | 1 | 2 | 3  | 0  |
| Junioři celkově | Junioři celkově | Junioři celkově | 7  | 2 | 2 | 4  | 2  |
| Senioři celkově | Senioři celkově | Senioři celkově | 26 | 2 | 9 | 11 | 14 |